# Rathven
Rathven est une localité de Moray, en Écosse.